# 杭州三超足球俱乐部
杭州三超足球俱乐部（Hangzhou Sanchao FC）是一支中国足球俱乐部，球队成立于2007年，位于浙江杭州，俱乐部由浙江綠城的U19梯隊組成、杭州三超生物科技有限公司出资赞助，俱乐部成立的目标是為了2009年的中华人民共和国第十一届全运会。
杭州三超足球俱乐部旨在振兴浙江足球，改变浙江足球历史。俱乐部自成立以来，依照“企业化管理，规范化运作”的发展要求，努力探索以市场经济运作职业足球，大力发展足球产业的道路。
2009年，在球队肩负全运会的基础上，继续征战中乙联赛，止步于半决赛，未获得中甲资格。
2010年初由于队中众多球员上调至杭州绿城而未有参加级联赛。

## 外部連結
- 浙江又多一家足球俱樂部 杭州三超將征戰乙級聯賽